# 루안 에메라
루안(Louane, 1996년 11월 26일 ~ )는 프랑스의 가수, 배우이다. 2013년, 음악 경연 프로그램 《더 보이스》 프랑스 시즌 2에 참가해 준결승까지 오르면서 처음으로 이름을 알렸다. 2014년 영화 《미라클 벨리에》를 통해 세자르상 신인여우상과 뤼미에르상 신인여우상을 수상했다. 유로비전 송 콘테스트 2025 프랑스 대표 참가자이다.

## 어린 시절
2008년 디렉트 8(Direct 8) 채널의 음악 경연 프로그램 L'École des stars에 참가했다.
루안은 고아다. 더 보이스에 참가하기 3달 전 루안의 아버지는 세상을 떠났다. 방송에서 Imagine를 돌아가신 아버지에 대한 헌정곡으로 불렀다. 연예인이지만 2015년 바칼로레아를 보기 위해 학교도 계속 다니고 있다.

## 더 보이스 프랑스
2013년 더 보이스 프랑스 시즌 2에 참가했다. 참가곡으로 윌리엄 쉘러의 "Un homme heureux" (행복한 남자)를 불렀다. 노래를 들은 심사위원 플로랑 파니, 제니퍼, 루이 베르띠냑, 가루 4인 모두 의자를 돌렸다. 루안은 루이 베르띠냑 팀에 합류했다.
2013년 3월 23일 디아나 에스삐어(Diana Espir)와 내털리 임브룰리아의 "Torn"를 미션곡으로 받고 대결했다. 생방송 경연에서 미셸 르그랑의 "Les moulins de mon cœur"를 불러 대중 투표로 살아남았다. 2013년 4월 27일 칼리 레이 젭슨의 "Call Me Maybe"를 불렀고 코치의 도움으로 통과했다. 그 후 존 레논의 Imagine를 돌아가신 아버지에 대한 헌정곡으로 불러 득표를 받아 살아남았다. 준결승에서 카를라 브루니의 "Quelqu'un m'a dit" (누군가 내게 말했지)를 불렀으나 결승전 명단에 오르지 못 하였다. 루안을 포함한 준결승·결승 진출자들은 프랑스 전역을 돌아다니며 에프터 시즌(after-season) 투어를 다녔다.

## 더 보이스 후 활동
보이스 출현 후 영화 미라클 벨리에에 캐스팅되어, 가족 중 유일하게 소리를 들을 수 있는 16살 폴라(Paula) 역을 연기했다. 영화에서 미셸 사르두의 많은 곡을 불렀는데, 그 중 "Je Vole"이 많은 호응을 받았다. 이 영화로 루안은 40회 세자르상 "신인여우상"을 받았다.
2015년 2월 5일 파리에서 열린 제시제이의 쇼케이스 오프닝 공연을 맡았다.
2015년 3월 2일에 발매된 첫 솔로 앨범 Chambre 12는 큰 성공을 거뒀다. 싱글곡 Avenir (미래)은 3월 프랑스 차트에서 1위를 하였다.

## 필모그래피

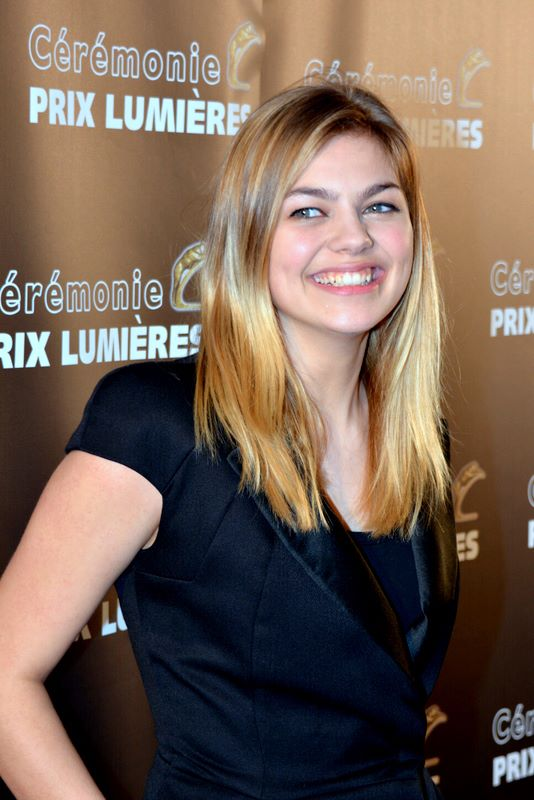
영화 《미라클 벨리에》 관련 행사

### 영화
| 연도 | 제목          | 역할        | 비고                                      |
| ---- | ------------- | ----------- | ----------------------------------------- |
| 2014 | 미라클 벨리에 | 폴라 벨리에 | 세자르상 신인여우상 뤼미에르상 신인여우상 |
| 2016 | 트롤          | 파피        | 프랑스어 더빙                             |
| 2017 | 사하라        | 에바        | 목소리 연기                               |
| 2018 | 인크레더블 2  | 바이올렛 파 | 프랑스어 더빙                             |

### 경연 프로그램
| 연도 | 제목              | 역할 | 비고                 |
| ---- | ----------------- | ---- | -------------------- |
| 2008 | L'École des stars | 본인 |                      |
| 2013 | 더 보이스 프랑스  | 본인 | 시즌 2 준결승 진출자 |

### 이외 방송
| 연도 | 제목                        | 역할 | 비고   |
| ---- | --------------------------- | ---- | ------ |
| 2014 | On n'est pas couché         | 본인 | 게스트 |
| 2014 | Le Grand Cabaret sur son 31 | 본인 | 게스트 |
| 2015 | Hier encore                 | 본인 | 게스트 |
| 2015 | Le Grand Journal            | 본인 | 게스트 |
| 2015 | Du côté de chez Dave        | 본인 | 게스트 |
| 2015 | Touche pas à mon poste!     | 본인 | 게스트 |

## 음반 목록

### 정규 앨범
- Chambre 12 (2015)
- Louane (2017)

### EP
- Avenir (2014)

## 수상 및 후보 목록
| 연도 | 상         | 목록       | 제목          | 결과 |
| ---- | ---------- | ---------- | ------------- | ---- |
| 2015 | 뤼미에르상 | 신인여우상 | 미라클 벨리에 | 수상 |
| 2015 | 세자르상   | 신인여우상 | 미라클 벨리에 | 수상 |